# Natació sincronitzada al Campionat del Món de natació de 1982
La competició de natació sincronitzada al Campionat del Món de natació de 1982 es realitzà al complex esportiu de les Piscines Alberto Vallarino de Guayaquil (Equador).

## Resum de medalles
| Event  | Or | Or      | Plata | Plata   | Bronze | Bronze  |
| Solo   | Tracie Ruiz (USA) | 192.300 | Kelly Kryczka (CAN) | 188.983 | Miwako Motoyoshi (JPN) | 181.600 |
| Duet   | Canadà Sharon Hambrook · Kelly Kryczka | 190.541 | Estats Units Candy Costie · Tracie Ruiz                                                                                                   | 188.650 | JapóIkuko Abe · Masako Fujiwara                                                                                                  | 181.900 |
| Equips | CanadàJanet Arnold · Tracy Hambrook · Kelly Kryczka · Chantal Laviolette · Renée Paradis · Penney Vilagos · Vicky Vilagos · Carolyn Waldo | 188.258 | Estats UnitsKaren Callaghan · Tara Cameron · Sarah Josephson · Tracie Ruiz · Mollie Spencer · Marie Visniski · Robin Waller · Marie White | 186.832 | JapóIkuko Abe · Kazuno Fujiwara · Masae Fujiwara · Tomoko Ishi · Chikako Izushi · Saeko Kimura · Miwako Motoyoshi · Takiyo Sasao | 182.050 |

## Medaller
| Posició | País         | Or | Plata | Bronze | Total |
| 1       | Canadà       | 2  | 1     | 0      | 3     |
| 2       | Estats Units | 1  | 2     | 0      | 3     |
| 3       | Japó         | 0  | 0     | 3      | 3     |
| Total   | Total        | 1  | 1     | 1      | 9     |